# Timothy Gaines
Timothy (Tim) Gaines (Portland (Oregon), 15 december 1962) is een Amerikaans bassist en toetsenist. Hij is een van de oprichters van de white metalband Stryper.
Gaines speelt sinds 1975 basgitaar. In 1983 bekeerde hij zich tot het christendom. Hierop richtte hij met Robert Sweet, Michael Sweet en gitarist Oz Fox de band Roxx Regime op. Later werd de naam veranderd in Stryper.
Gaines verliet de band in 2004 en werd vervangen door Tracie Ferrie. Hij speelde ook in de bands Sindizzy en King James. Verder werkte hij samen met onder andere Richard Marx, Ashley Cleveland, Kim Hill, Susan Ashton, Bryan Duncan en Tourniquet.